# Евродоллары
Евродо́ллары — доллары, представляющие денежные средства в долларах США, помещённые их владельцами в банки, находящиеся за пределами США, главным образом в европейские банки. Банковские счета в долларах позволяют банкам, в которых открыты счета, использовать долларовые деньги для операций на международном рынке ссудных капиталов, так как доллар признан в качестве мировой валюты.

## Фьючерсы на евродоллары
Фьючерсы на евродоллары торгуются в США на бирже CME и являются одними из самых популярных фьючерсов на процентную ставку. Объём контракта на поставку евродолларов (P) рассчитывается по схеме:
{\displaystyle P=\$10000*(100-0,25*(100-Q))},
где Q — расчётная цена фьючерса.